# Hlynjany
Hlynjany (in ucraino Глиняни?; in polacco Gliniany) è una città dell'Ucraina (2 954 abitanti) situata nel distretto di Leopoli, nell'oblast' di Leopoli. Ospita l'amministrazione della comunità territoriale di Hlynjany, una delle comunità territoriali dell'Ucraina.
Fino al 18 luglio 2020 Hlynjany apparteneva al distretto di Zoločiv, abolito come parte della riforma amministrativa dell'Ucraina, che ha ridotto a sette il numero dei distretti dell'oblast' di Leopoli. L'area del distretto di Zoločiv è stata fusa nel distretto di Leopoli.